# Мисисипи Стејт (Мисисипи)
Мисисипи Стејт (енгл. Mississippi State) насељено је место без административног статуса у америчкој савезној држави Мисисипи.

## Демографија
По попису из 2010. године број становника је 4.005.
| Група             | 2000.    | 2010.         |
| Белци             | 0 (0,0%) | 2.700 (67,4%) |
| Афроамериканци    | 0 (0,0%) | 1.049 (26,2%) |
| Азијати           | 0 (0,0%) | 108 (2,7%)    |
| Хиспаноамериканци | 0 (0,0%) | 80 (2,0%)     |
| Укупно            | 0        | 4.005         |